# Parafia Macierzyństwa Najświętszej Maryi Panny w Jodłownie
Parafia Macierzyństwa Najświętszej Maryi Panny w Jodłownie – parafia rzymskokatolicka, znajdująca się w archidiecezji gdańskiej, w dekanacie Kolbudy.